# NGC 6576
NGC 6576 este o galaxie situată în constelația Hercule. A fost descoperită în 7 august 1864 de către Albert Marth. Se află la o distanță de 74,56 de megaparseci de Pământ.